# Daniel Cordier
Pour les articles homonymes, voir Daniel Cordier (football) et Cordier (homonymie).
Daniel Cordier, né le 10 août 1920 à Bordeaux et mort le 20 novembre 2020 à Cannes, est tour à tour soldat de la France libre puis résistant, marchand d'art et historien français.
Après avoir été membre de la Fédération nationale des Camelots du roi, il s'engage dans la France libre dès juin 1940. Secrétaire de Jean Moulin en 1942-1943 — au contact de qui ses opinions évoluent du nationalisme intégral maurrassien à une tendance plus libérale —, il consacre à celui-ci une biographie en plusieurs volumes d'une grande portée historique.
Après la guerre, il est marchand d'art, critique, collectionneur et organisateur d'expositions, avant de se consacrer à des travaux d'historien et à la rédaction de son autobiographie Alias Caracalla (en trois tomes), de ses Mémoires Rétro-chaos - qu'il écrit « non pour refaire [sa] vie, mais pour la comprendre » - et de Les Feux de Saint-Elme.
Il confie à la fin de sa vie que son engagement dans la France libre, d'une part, et les trente ans consacrés à l'étude de cette histoire et à son écriture, d'autre part, « sont les deux périodes de [s]on passé [qu'il] recommencerai[t] à l'identique » si la possibilité lui en était donnée.
Lors de sa mort, à 100 ans, il était l'un des deux derniers compagnons de la Libération encore en vie.

## Biographie

### Enfance, adolescence et Action française
Daniel Bouyjou est né le 10 août 1920 à Bordeaux. Son père René Bouyjou, après avoir rejoint la florissante entreprise de commerce de café familiale, dont il est le représentant dans toute l'Europe, se marie en 1919 au Bouscat (Gironde) avec Jeanne Gauthier, issue d’une famille de riches propriétaires et négociants bordelais. En 1924, Jeanne quitte René Bouyjou et va vivre chez ses parents avec Daniel. C'est alors la grand-mère maternelle de Daniel, Pauline Adèle Gauthier, née Vidal, qui s'occuper de lui en le gâtant. En 1925, le divorce de René et Jeanne est prononcé. Celle-ci se remarie en 1927 avec Charles Cordier, du même milieu social,.
En 1928, René Bouyjou obtient la garde du petit Daniel et le met en internat à l’école Saint-Elme à Arcachon ; sa mère lui rend visite tous les 15 jours, tandis que son père « ne venait jamais » car toujours en voyage d'affaires. Daniel s'étant fait renvoyé de l'école Saint-Elme en juillet 1936, son père le met à la rentrée en pension au collège Saint-Genès, à Bordeaux ; mais il en est à nouveau renvoyé en juillet 1937, pour cause de possession de livres mis à l'index. Son père inscrit alors Daniel dans une boîte à bachot de Bordeaux, où celui-ci découvre Rimbaud, qui le libère de sa « prison affective ». En été 1939, Cordier est reçu à l'écrit du baccalauréat.
En septembre 1939, lors de la déclaration de guerre, Cordier, qui est encore mineur, veut rejoindre l'armée, mais ses parents s'y opposent ; en décembre, comme son père continue à refuser que Daniel devance l'appel sous les drapeaux, celui-ci se fâche définitivement avec lui - René Bouyjou meurt en 1943 sans que Cordier l'ait revu, ce qu'il regrette toute sa vie.
En février 1940, il a un coup de foudre pour une jeune fille surnommée Moineau, dont le « rire et la fossette » l'ont conquis. Il pense à elle tous les jours et son amour pour elle dure de nombreux mois.
Influencé par les idées maurrassiennes de son beau-père, que Daniel admire, il milite à 17 ans à l'Action française et fonde à Bordeaux le cercle Charles-Maurras. En effet, comme il le reconnaît dans Alias Caracalla, en tant qu'admirateur de Charles Maurras, il est, au début de la guerre, antisocialiste, anticommuniste, antisémite, antidémocrate et ultranationaliste, souhaitant même, après son ralliement à la France libre, que Léon Blum soit fusillé après un jugement sommaire à la fin de la guerre. Mais, contrairement à son maître à penser, il refuse d'emblée l'armistice par patriotisme.

### Engagement dans la France libre et mission dans la Résistance

#### Défaite de 1940 et engagement dans la France libre
En juin 1940, il se trouve avec sa famille à Bescat (Basses-Pyrénées), attendant avec impatience son incorporation prévue le 10 juillet. Le 17 juin, il écoute à la radio le premier discours de chef du gouvernement du maréchal Pétain, qui déclare notamment : « C’est le cœur serré que je vous dis aujourd’hui qu’il faut cesser le combat. Je me suis adressé cette nuit à l’adversaire pour lui demander s’il est prêt à rechercher avec nous […] les moyens de mettre un terme aux hostilités ». Étant donné que Cordier s'attendait de la part du vainqueur de Verdun à une volonté de poursuivre la guerre, il est totalement révolté par l'annonce de la demande d'armistice, qu'il considère comme une véritable trahison. Le jour même, il imprime et diffuse un tract « contre Pétain ».
Après avoir rassemblé seize volontaires et espérant que l'Empire français continuera la guerre, Cordier embarque avec ces volontaires le 21 juin à Bayonne, grâce à l'aide de son beau-père, sur un navire belge, le cargo Léopold II, qui devait se rendre en Algérie, où Cordier et ses camarades voulaient rejoindre l'armée française d'Afrique. Mais le bateau fait finalement route vers l'Angleterre.
Daniel Cordier atteint Falmouth (Cornouailles) le 25 juin et s'engage avec ses camarades dans les premières Forces françaises libres de la « Légion de Gaulle » le 28 juin 1940. Il découvre - avec un étonnement dû à son éducation au sein d'une famille d'extrême-droite ultranationaliste - que des socialistes et des communistes comptent parmi ces engagés patriotes. Il rencontre parmi ceux-ci Raymond Aron et Stéphane Hessel, puis Georges Bidault, auxquels il reste lié. En transit pendant quelques jours au palais d'expositions de l'Olympia (West Kensington, Londres), il est affecté au bataillon de chasseurs alors en formation et arrive début juillet à Delville Camp (Aldershot), pour y suivre un entraînement de base pendant trois mois. En novembre 1940, le bataillon est installé au camp d'Old Dean (Camberley), où Daniel Cordier complète sa formation militaire et obtient, en mai 1941, le grade de sergent, puis en août celui d'aspirant, c'est-à-dire d'élève officier.
Son camarade François Briant lui ayant annoncé qu'il s'est engagé dans les services de renseignements de la France libre afin de pouvoir partir en mission et enfin combattre, Cordier en fait autant et se porte volontaire pour des missions en France ; il est accepté par le commandant Passy, chef du Bureau central de renseignements et d'action (BCRA), et quitte enfin Camberley en août 1941. Il subit alors plusieurs mois d'entraînement spécial, notamment de sauts en parachute, de sabotage, de transmission radio, afin d'être préparé à une mission en France.

#### Mission dans la Résistance
Cordier est parachuté près de Montluçon le 26 juillet 1942. Il gagne rapidement Lyon et est choisi comme son secrétaire personnel par Jean Moulin, membre (nommé secrètement par de Gaulle) et délégué du Comité national français, officieusement seul représentant de ce comité en Zone libre. Cordier avait été muni par le BCRA de faux papiers au nom de « Charles Dandinier » et il prend alors le pseudonyme d'Alain en référence au philosophe. Il fonde et dirige le secrétariat de Jean Moulin et pendant onze mois, il est au quotidien l'un de ses plus proches collaborateurs. Il gère son courrier et ses liaisons radio avec Londres. Il l'aide à créer divers organes et services de la Résistance, et assiste aux patients efforts de celui-ci pour unifier la Résistance intérieure française et la placer sous l'égide du général de Gaulle, basé à Londres puis à Alger.
Paul Schmidt - qui avait été le sergent de Cordier à Delville Camp et est alors officier de liaison de Rex auprès du mouvement Libération - obtient du couple André & Marguerite Moret qu'il héberge Cordier.
À Lyon, Cordier recrute, chronologiquement, Laure Diebold (secrétariat), Hugues Limonti (courrier), Suzanne Olivier (fille de Marguerite Moret), Joseph Van Dievort, Georges Archimbaud, Laurent Girard, Charles Rapp et Hélène Vernay,. Cordier et ses camarades font le dur apprentissage de la solitude - « Personne à qui parler, à qui se confier, auprès de qui prendre conseil » -, de la méfiance et du « qui-vive » constants, de la « peur lancinante », de la fatigue et de la malnutrition : « souffrances, […] craintes et […] espérances partagées ».
Lors de son voyage à Londres en février et mars 1943, Jean Moulin est nommé par de Gaulle son seul représentant pour l'ensemble du territoire métropolitain ; il décide donc d'installer à Paris la direction de ses services et donne l'ordre à Cordier d'y déménager. Le 25 mars 1943, celui-ci part pour Paris afin d'y organiser le nouveau secrétariat, et emmène avec lui Laure Diebold, Hugues Limonti, Georges Archimbaud et Charles Rapp. Jean-Louis Théobald, Claire Chevrillon et Jacqueline Pery d'Alincourt se joignent à cette équipe. Ne parvenant pas à établir de liaison radio avec Londres depuis la Zone Nord, Cordier laisse l'opérateur radio Maurice de Cheveigné à Lyon pour écouler le trafic radio et par conséquent, chaque jour, Suzanne Olivier, qui habite dès lors l'appartement parisien de ses parents, fait le trajet Paris-Lyon et retour, alors que Joseph Van Dievort (pseudonyme « Léopold ») fait le trajet Lyon-Paris et retour, afin de transmettre les messages.
À Lyon, Cordier est remplacé par Tony de Graaff, avec Hélène Vernay (secrétariat) et Laurent Girard (courrier).
Ce long travail aboutit à la fondation du Conseil national de la Résistance (27 mai 1943). Il a fallu pour cela passer par bien des frictions et des divergences avec beaucoup de chefs de la Résistance, ainsi qu'avec Pierre Brossolette, autre envoyé de De Gaulle et concurrent de Jean Moulin. Brossolette réclame, entre autres, le rappel de Cordier à Londres après l'arrestation et la mort de Jean Moulin,.
Entre la fin décembre 1943 et les premiers jours de janvier 1944, Cordier apprend que sa photo est tombée dans les mains de la Gestapo ; or, comme il connaît tous les responsables de la Résistance dans les deux zones, et représente donc un risque considérable pour celle-ci, il demande son renvoi à Londres à Jacques Bingen (représentant de de Gaulle par intérim depuis le rappel de Claude Bouchinet-Serreulles et l'arrestation d'Émile Bollaert), qui, à contre-cœur, le relève de ses fonctions. En vacances forcées dans l'attente de son départ pour Londres, Cordier passe, à la mi-février 1944, avec Cheveigné - qui attendait alors lui aussi son rappel à Londres - et Simone, une jeune courrier, quelques jours au Cap d'Antibes, dans la maison de Roger Vailland.
Finalement, Cordier s'évade de France par les Pyrénées aux alentours du 20 mars 1944 ; arrêté par les autorités espagnoles, il est interné à Pampelune puis au camp de Miranda en Espagne, ne rejoignant la Grande-Bretagne que le 9 mai 1944.
Après avoir été interrogé le 15 mai pour un « debriefing » par un officier britannique, puis le 18 mai par le contre-espionnage français, Cordier est affecté le même jour par le colonel Manuel au Bureau de renseignement et d'action de la France libre (BRAL - nouveau nom du BCRA) qu'il dirige, en le nommant chef du « bureau des voyages » chargé de préparer les agents qui vont être parachutés en France occupée.

#### Fin de la guerre
Le 28 septembre 1944, Cordier quitte Southampton sur une vedette de la Royal Navy et débarque à Cherbourg. Au mois d'octobre, le lieutenant Cordier est affecté comme secrétaire personnel du colonel Manuel à la Direction générale des études et recherches (DGER) à Paris. À la fin octobre, le colonel Manuel invite à dîner Vitia Hessel et Cordier, afin de leur communiquer la mission qui est assignée à ceux-ci : préparer un Livre blanc relatif à l'action du BCRA pendant la guerre sur la base des documents d’archives de ce Service, Cordier devant s'occuper de l'histoire de l'action militaire et politique de Moulin auprès des mouvements de résistance, et Vitia Hessel de l'histoire du renseignement et de l'action militaire du BCRA. Vitia Hessel participe à ce projet dès décembre 1944. Leur collaboration est fructueuse ; Cordier écrit à ce sujet : « Depuis mon retour à Paris, Vitia Hessel est venue me rejoindre pour achever le classement des archives du BCRA et rédiger le Livre blanc. Elle s’est plongée dans les papiers avec méthode et rédige la partie « Renseignements ». Très souvent, nous déjeunons ensemble car, en plus des changements intellectuels que la guerre m’a imposés, j’ai besoin de ses conseils et surtout de ses connaissances pour préparer la partie qui m’est confiée ». Après son retour de déportation en mai 1945, Stéphane Hessel assiste Vitia et Cordier à la rédaction du Livre Blanc. Le couple Hessel et Cordier restent « très amis » et même des « intimes ».
Début avril 1945, Cordier est nommé chef de cabinet du colonel Passy, qui vient d’être nommé directeur de la DGER en remplacement de Jacques Soustelle. Cordier a expliqué la veille au soir, lors d’un dîner avec Passy chez le colonel Manuel, que sa « partie personnelle, la mission de Jean Moulin dans les deux zones, […] est en bonne voie d’exécution ». Comme Passy, Cordier démissionne de l'armée après le départ du général de Gaulle du gouvernement, en janvier 1946. À la suite de leur démission, le Livre blanc sur les activités du BCRA ne sera pas publié, car le successeur de Passy à la tête de ce service « ne tenait nullement à redorer le blason des gaullistes ».
Dans son livre Présumé Jean Moulin, l'historien Jacques Baynac évoque une possible arrestation de Daniel Cordier par les Allemands autour du 14 juin 1943. Des rapports officiels du Special Operations Executive britannique l'ont mentionné dans un premier temps mais l'un d'entre eux a été annoté ensuite comme erroné. Dans le rapport ultérieur résumant l'interrogatoire de Daniel Cordier par un agent du même Special Operations Executive lors de son retour à Londres le 15 mai 1944, on constate qu'il n'est pas jugé opportun à cette date de l'interroger sur cet épisode. Daniel Cordier déclare pour sa part : « je n'ai jamais été arrêté, sinon je l'aurais raconté ».
Comme Cordier le raconte dans son livre Alias Caracalla, ses convictions évoluent au fil de ses rencontres et de ses expériences. Il abandonne ses positions royalistes et maurrassiennes, notamment parce que Charles Maurras « trahit » en soutenant le maréchal Pétain, ainsi qu'à cause de l'antisémitisme présent dans ce milieu.

### Après-guerre - peintre et marchand d'art

#### Immédiat après-guerre
À l'occasion du procès de René Hardy en 1947, il dépose dans le sens de sa culpabilité dans l'affaire de Caluire. Il conclut à nouveau à cette culpabilité des décennies plus tard « en [son] âme et conscience », cette fois après de longues recherches historiques.
Après sa démission de la DGER au début de l'année 1946, Cordier, qui ne voulait pas faire comme les survivants de la Première Guerre mondiale qui lui avaient répété inlassablement leurs souvenirs d'anciens combattants, décide de ne plus évoquer la guerre - pourtant « trésor secret de [s]a vie » - et, sans cependant l'oublier, de tourner la page. Regrettant vivement bien plus tard de n'avoir pas gardé le contact avec ses anciens camarades, comme notamment Laure Diebold (Mado) et Hugues Limonti (Germain), il explique qu'il était alors « trop jeune pour comprendre qu'il était inhumain de briser si brutalement un passé avec les filles et les garçons à qui [il] devai[t] la vie ».
Le 18 décembre 1964, lors de la translation des cendres présumées de Jean Moulin du cimetière du Père-Lachaise vers le Panthéon, son catafalque est d'abord déposé au Mémorial des Martyrs de la Déportation à la pointe de l'île de la Cité, puis devant le Panthéon, où il est veillé pendant la nuit du 18 au 19 décembre par des compagnons de la Libération et des résistants, avant que le 19 décembre, vers midi, les cérémonies d'entrée au Panthéon débutent avec le discours d'André Malraux. Cordier, qui avait demandé à être invité à la cérémonie, est désigné pour tenir un tour de garde autour du catafalque entre 2 heures et 3 h 30 du matin, et c'est là, dans la nuit glaciale, sur la place déserte du Panthéon, que Cordier retrouve une partie de son ancienne équipe - Suzanne Olivier, Laure Diebold et Hugues Limonti - dont les membres s'étaient éloignés après la guerre.

#### Convictions politiques
Après la guerre, Cordier choisit de tourner la page et ne parle plus de la France libre et de la Résistance en public pendant plus de trente ans.
Au contact du radical-socialiste Jean Moulin, il a renoncé à ses opinions d'extrême droite et se décrit même comme « presque communiste » à l'issue de la guerre. À partir du discours de Bayeux prononcé par Charles de Gaulle le 16 juin 1946, puis de la fondation par celui-ci du Rassemblement du peuple français (RPF) en avril 1947, Cordier cesse de se sentir gaulliste ; il dit que la « guerre a fait de [lui] un homme de gauche [alors que] de Gaulle incarnait la réaction ». En 1958, Stéphane Hessel et Cordier fondent le club Jean-Moulin. Depuis lors, Cordier déclare voter à gauche, mais n'a quasiment plus d'engagement public, sauf entre les deux tours de l'élection présidentielle de 2017, lorsqu'il prend fermement position contre Marine Le Pen, qualifiant sa possible élection de « monstrueuse » car représentant « la négation de tout ce pour quoi nous nous sommes battus »,.

#### Peintre et marchand d'art
« Jean Moulin fut mon initiateur à l'art moderne. Avant de le rencontrer, en 1942, j'étais ignorant de cet appendice vivant de l'histoire de l'art. Il m'en révéla la vitalité, l'originalité et le plaisir. Surtout il m'en communiqua le goût et la curiosité », écrit Daniel Cordier, en 1989, dans la préface du catalogue présentant sa donation au Centre Pompidou. Il a aussi écrit que la peinture a été sa « passion cardinale ».
Après sa démission des services secrets (DGER) le 3 mars 1946, Cordier commence une carrière de peintre, s'inscrit à l'académie de la Grande Chaumière, en même temps qu'il achète sa première œuvre, une toile de Jean Dewasne, au Salon des réalités nouvelles, en juillet 1946.
Pendant dix ans, Cordier peint et collectionne : Michaux, Braque, Soutine, Rouault, De Staël (« dont la rencontre d'une toile […] fut [sa] révélation de l'art moderne »), Dewasne, Hartung, Dubuffet, Villon, Fièvre, Reichel, Réquichot, Dado, Braun-Vega, Tchelitchev. « Il ne cessera de compléter sa collection personnelle qui comprendra, outre les peintres de sa galerie, Arman, Tàpies, Mathieu, Hundertwasser, Kline, Tobey, Wols, César, Tinguely, Claude Viseux, Stankiewicz, Hantaï, Reutersward, Sonnenstern, Ossorio, Takis, Chaissac… ».
C'est ainsi qu'en novembre 1956 Daniel Cordier, en ouvrant sa première galerie (d'abord 8 rue de Duras puis 8 rue de Miromesnil), se lance dans ce qui devient une brillante carrière de marchand d'art, encouragé et financé par Guy de Broglie et Elie de Rothschild. Après une première exposition consacrée à Claude Viseux, il expose, conjointement, Dewasne, Dubuffet et Matta. En mai 1957, il organise aussi la première exposition personnelle de Bernard Réquichot qu'il rencontra à la Grande Chaumière dès 1950. Durant l'hiver 1959-1960, il accueille l'Exposition inteRnatiOnale du Surréalisme (EROS).
Pendant huit ans, nombre d'artistes, pour beaucoup découverts, lancés et soutenus par Cordier, se succèdent dans la galerie, avant que celui-ci, pour des raisons économiques et financières, mais aussi du fait du manque d'intérêt qu'il ressent, en France, pour l'art contemporain, ne mette la clé sous la porte en juin 1964 pour se tourner vers l'organisation de grandes expositions. Il participe en particulier à la grande exposition « Douze ans d'art contemporain » ou « 72/72 », en 1972, invité par François Mathey. Une exposition qui fait date pour son scandale et par le fait qu'elle est considérée comme un jalon essentiel dans les grandes expositions d'art contemporain. La présence de Daniel Cordier y fut d'ailleurs très critiquée.
À partir de 1973, il fait don d'une partie de sa collection à l’État, en particulier au Centre Pompidou, qui obtient ainsi 500 œuvres en 1989, dont 393 viennent enrichir la collection des Abattoirs de Toulouse (1999). Il participe au comité d'acquisition du Centre Pompidou. Il reconnaît d'ailleurs le rôle important de certains conservateurs dans sa démarche (Alfred Pacquement, Dominique Bozo, Blaise Gautier, Pontus Hulten et Germain Viatte).
L'ensemble des pièces qui ont fait l'objet de donations au Centre Pompidou par Daniel Cordier depuis 1973 représente un millier d’œuvres et d’objets d’art. À celles-ci s’ajoutent en 2015 cent-cinquante objets extra-européens et treize œuvres modernes de Paul Klee, Dado, Georgik, Bernard Réquichot et Louise Nevelson ; plus les archives de sa galerie (1956-1964) ainsi que des documents personnels.

### Historien et (auto)biographe

#### Travaux sur Jean Moulin
À la fin des années 1970, choqué par ce qu'il considère comme des calomnies contre Jean Moulin (en particulier les accusations d'Henri Frenay, qui fait de Moulin un agent crypto-communiste), Cordier entreprend des recherches historiques approfondies pour « défendre la mémoire » de son ancien patron. Celles-ci aboutissent dans son ouvrage biographique Jean Moulin : l’Inconnu du Panthéon, 3 vol., Lattès, Paris, 1989-1993, puis dans Jean Moulin. La République des catacombes, Gallimard, Paris, 1999, qui dépasse l'histoire de la mission de Moulin en retraçant l'histoire de la direction de la Résistance de 1940 à 1945, et qui représente pour Cordier « l'achèvement » de son travail d'historien.
En possession des archives de Jean Moulin, Daniel Cordier a pu livrer, après des années d'un travail acharné, une somme biographique monumentale comprenant la publication d'une masse de documents inédits, oeuvre qui a profondément renouvelé l'historiographie de la Résistance et qui entend faire définitivement litière des diverses légendes cherchant à salir la mémoire du premier président du CNR. Cependant, il affirme « si j'ai défendu Jean Moulin, je ne l'ai pas vengé, et, surtout, je n'ai calomnié personne ».

#### Autobiographie
Daniel Cordier publie en 2009 la première partie de ses mémoires, Alias Caracalla : mémoires, 1940-1943, dont il a choisi le titre non pas parce que « Caracalla » aurait été l'un de ses pseudonymes de guerre (comme « Alain »), ce qui n'a jamais été le cas, mais parce que son ami Roger Vailland, dans son roman Drôle de jeu publié en 1945, a donné le nom de l'empereur romain Caracalla à un jeune chef de la Résistance gaulliste dont le personnage lui avait été inspiré par Cordier rencontré dans la Résistance : « […] pour taquiner le “patron”, Caracalla, qui, bien qu'admirateur de l'Armée rouge, est loin d'être un révolutionnaire ; on raconte même qu'avant la guerre, il était inscrit à l'Action française. […] Caracalla c'est un des chefs de la délégation gaulliste […]. Il n'a que vingt-trois ans ». Cordier le confirme d'ailleurs : « En 1943, je fis la connaissance de Roger Vailland […]. Après la libération, il m’offrit Drôle de jeu, récit à peine romancé de notre relation. “J’ai choisi pour votre personnage le pseudonyme de Caracalla. […].” Aujourd’hui […] ce pseudonyme imaginaire a ma préférence sur tous ceux qui me furent attribués dans la Résistance ».
Cordier révèle dans ses mémoires, en touches légères, son homosexualité,, (qu'il avait dû cacher à l'époque, car « la haine à l’égard de l’homosexualité était terrible »). En 2013, il est favorable au mariage pour tous.
Les Feux de Saint-Elme, paru en 2014, est le journal intime de ses années passées en pension, qui précède chronologiquement Alias Caracalla et qu'il publie en attendant d'en avoir fini avec le tome II de ses mémoires, La victoire en pleurant (publié à sa mort). C'est le récit de son éveil sentimental et sexuel dans l'école Saint-Elme à Arcachon, pensionnat religieux de garçons dans lequel il passe son enfance et adolescence. C'est là qu'en 1934 Cordier découvre l'amour, dans lequel il se jette « avec fureur », mais cela est « désastreux » car le seul qui aurait pu le comprendre est « la cause même de sa douleur » et il ne peut rien lui dire ; Cordier dit que cet amour a été « prémonitoire » des liaisons qui jalonnent sa vie. Il subit les influences contradictoires d'André Gide et des enseignements de l'Église catholique en la personne de son confesseur, qui le persuade de renoncer à son amour pour un garçon du nom de David Cohen. Cet épisode devait marquer sa vie entière.
En 2004, au cours de sa convalescence après avoir subi une opération chirurgicale importante, Cordier écrit ses mémoires, sorte de « synthèse » présentant « les étapes marquantes de [sa] vie », qui ont finalement été publié en 2025 sous le titre de Rétro-chaos. Selon Bénédicte Vergez-Chaignon, qui a établi l'édition de ces mémoires, Cordier souhaitait « transmettre », afin de lutter contre l'oubli, « pour ceux […] qui n'avaient pas vécu assez longtemps pour témoigner ».
Il fut un ami de Roland Barthes, ainsi que le tuteur légal et le père adoptif du jeune Hervé Vilard qu'il a encouragé à devenir chanteur,,,,.

### Reconnaissance britannique, mort et hommages
En 2020, lors des commémorations des 80 ans de l'appel du 18 Juin, le premier ministre britannique Boris Johnson annonce que les quatre derniers compagnons de la Libération, Edgard Tupët-Thomé, Pierre Simonet, Hubert Germain et Daniel Cordier, sont nommés membres honoraires de l'ordre de l'Empire britannique. La décoration est remise à Daniel Cordier par Ed Llewellyn, ambassadeur du Royaume-Uni à Paris, chez lui à Cannes, le 7 juillet 2020.
Daniel Cordier meurt le 20 novembre 2020 à Cannes,, soixante-seize ans jour pour jour après avoir été fait compagnon de la Libération par décret de Charles de Gaulle. Hubert Germain devient alors le dernier compagnon de la Libération encore vivant.
Le président de la République Emmanuel Macron déclare, dans un communiqué : « pour la liberté et l’honneur de la France, il entra en Résistance, quitta tout, accepta le danger, la solitude, la routine aride et les complications insensées des réseaux clandestins […] Affecté à l’administration des réseaux de Résistance de la zone Sud, il fut parachuté en 1942 et devint alors le secrétaire […] de Jean Moulin. Leur engagement […] permit qu’au jour du débarquement les alliés vissent se lever de l’ombre où elle était tapie une France prête à reprendre en main son destin ».
La ministre des Armées, Florence Parly, et la ministre de la Mémoire et des Anciens combattants, Geneviève Darrieussecq, lui rendent hommage en évoquant « une vie romanesque qui s’éteint, passée au service de la Liberté, pour la grandeur de la France ».
Son homosexualité est passée sous silence dans l'immense majorité des hommages, à l'exception d'une émission sur France Inter.
Il est inhumé au cimetière du Père-Lachaise (27e division) aux côtés de sa mère et de son beau-père (dont il avait pris le nom), après un hommage national dans la cour d'honneur de l'hôtel des Invalides présidé par Emmanuel Macron le jeudi 26 novembre 2020.

## Travail et méthode historiques - réception critique

### Méthode historique
La méthode de Cordier pour établir les faits historiques - « volonté de vérité intégrale […] cœur de la morale de n'importe quel historien » - se fonde sur les documents d'archives et, en complément quand c'est nécessaire, la presse d'époque, en raison de sa méfiance des témoignages : « La mémoire n'est pas un calendrier […], mais le résultat des sables mouvants de notre conscience : infidélité à la chronologie, travestissements affectifs, manipulation de l'imagination, surestimation de l'ego… ». Cordier fait une analogie avec l'architecture : le témoignage est un ornement comme l'est un vitrail dans une cathédrale, rendant l'œuvre - architecturale ou historique - vivante car les ornements « racontent le passé ». Il affirme même que les témoignages peuvent avoir une valeur pour l'historien : hors du cadre des faits bruts, « ils sont irremplaçables pour restituer les dimensions affective, sensorielle, impressionniste ». Il admet néanmoins qu'il ne convient pas d'avoir « une confiance littérale dans les archives » : il faut au contraire être circonspect aussi avec les documents d'archives et les replacer dans leur contexte en les confrontant entre eux ; en effet, quand les documents conservés dans les archives furent écrits, d'une part, ils avaient rarement l'objectivité et l'exhaustivité des constats d'huissier ou des procès-verbaux, et, d'autre part, ils étaient souvent un instrument inspiré par un objectif particulier dont il est important de tenir compte afin de les analyser et les comprendre correctement.

### Anciens résistants à l'épreuve de la mémoire
L'originalité de Daniel Cordier, en tant qu'historien-témoin, est de refuser radicalement le témoignage oral et de ne faire qu'un usage très restreint de ses propres souvenirs. Il insiste sur l'imprécision et les déformations de la mémoire humaine, qui rendent impossible l'établissement d'une chronologie précise, pourtant indispensable pour éviter les confusions et les anachronismes qui brouillent la reconstitution des processus de décision.
D'ailleurs, beaucoup de résistants ont rayé de leurs mémoires certains épisodes importants, fussent-ils parfois à leur honneur — ainsi Daniel Cordier, lors d'un colloque en 1983 sur le CNR, dut mettre sous les yeux incrédules de Christian Pineau le document écrit qui prouvait que ce dernier avait songé le premier (fin 1942) à un projet de Conseil de la Résistance ; Pineau, sans souvenir de l'épisode, refusa malgré tout de le croire. Cordier parle aussi de ses propres trous de mémoire : ainsi, par exemple, il avait oublié avoir été interrogé par un juge militaire en juin 1948 dans le cadre des procès contre René Hardy au sujet de l'arrestation de Jean Moulin à Caluire, ce que démontre pourtant son propre procès-verbal d'interrogatoire révélé par les archives.
Cordier explique cependant que ces problèmes de mémoire sont aussi causés par le fait que les archives, dans leur majorité, sont demeurées longtemps inaccessibles après la guerre.
Enfin, après la guerre, bien des chefs de la Résistance ont privilégié une vision unanimiste de l'épopée clandestine, et préféré taire les querelles, les rivalités, les divergences politiques et stratégiques qui les avaient opposés entre eux ou à Londres, et que pourtant révèlent des documents ; à cet égard, Cordier explique qu'il y a certes eu des conflits, des jalousies et des contestations entre les résistants, qui n'ont bien sûr pas échappé à leur condition humaine : le nier serait « dévaluer les efforts consentis […] pour trouver des compromis au service de l'intérêt national ». Ou bien, inversement, ils ont projeté sur le passé leurs perceptions et leurs convictions acquises rétrospectivement.
Cordier explique les raisons fondant l'opposition, voire l'insubordination, des chefs des mouvements de résistance vis-à-vis de Jean Moulin comme suit : entre l'appel du 18 juin 1940 du général de Gaulle et le retour de Londres de Jean Moulin muni de ses ordres de mission en janvier 1942, il s'est passé un an et demi, période pendant laquelle la Résistance s'est développée indépendamment de la France libre et, lorsque Moulin vient au cours de 1942 exiger des chefs de la Résistance de reconnaître de Gaulle comme leur chef et de mettre leurs troupes sous ses ordres, ils sont stupéfaits et se sentent dépossédés, qui plus est par un état-major lointain alors qu'eux-mêmes sont sur le terrain.

### Œuvre reconnue
Le travail de Daniel Cordier a été boudé ou critiqué par d'anciens camarades,[Qui ?] qui lui ont reproché d'avoir nui à l'unité des anciens résistants. D'autres[Qui ?] lui ont reproché de vouloir, sous des dehors d'objectivité scientifique, défendre et justifier l'œuvre et les thèses de Jean Moulin, ainsi que la mise sous tutelle de fait de la Résistance intérieure française par la France libre à l'occasion de l'unification, tout cela aux dépens de ceux qui avaient pu entrer en désaccord avec Moulin, et qui soutenaient des projets concurrents. Pour le journaliste Thierry Wolton - lequel avait perdu quelques années plus tôt un procès en diffamation contre Cordier - les livres de Cordier sont un règlement de comptes avec Henri Frenay et une hagiographie de Jean Moulin plutôt qu'une biographie.
L'œuvre de Cordier est très largement saluée par les historiens, pour ses informations, son perfectionnisme et ses qualités d'écriture et d'analyse. L'historien Claude Lévy a écrit, après la parution du troisième volume de Jean Moulin, l'inconnu du Panthéon : « on retrouve les qualités qui s'étaient déjà affirmées dans les deux précédents volumes : même finesse d'analyse des événements et des hommes, même souci de ne rien laisser qui ne soit pas étayé par des sources irréfutables, même aisance aussi dans la critique scrupuleuse des textes »,. Au-delà de la défense d'une figure héroïque et emblématique de la Résistance et de l'histoire de France, elle est un jalon indispensable pour l'histoire du combat de l'« armée des ombres ».
Pierre Nora a reconnu que Daniel Cordier était un historien, en écrivant de lui : « […] ce grand acteur et témoin qui devint secrétaire de Jean Moulin par hasard, marchand d'art par passion et historien par accident ». Il se réfère là à ce que Cordier dit lui-même : « […] l'ensemble de mon travail d'historien, inauguré par accident un soir d'octobre 1977… ».

## Ouvrages
- 1983 : Jean Moulin et le Conseil national de la Résistance, Paris,  éd. CNRS.
- 1989-1993 : Jean Moulin : l’Inconnu du Panthéon, 3 vol., Paris,  éd. Jean-Claude Lattès.
  - T.I : Une ambition pour la République : juin 1899-juin 1936, Paris,  éd. Jean-Claude Lattès, 1989
  - T.II : Le choix d'un destin : juin 1936-novembre 1940, Paris,  éd. Jean-Claude Lattès, 1989
  - T.III : De Gaulle, capitale de la Résistance : novembre 1940-décembre 1941, Paris,  éd. Jean-Claude Lattès, 1993

Somme biographique sur Jean Moulin, fondée uniquement sur des documents écrits méthodiquement critiqués.
- 1999 : Jean Moulin. La République des catacombes, Paris,  éd. Gallimard.

Synthèse des connaissances sur Jean Moulin, fondée sur une somme considérable d'archives, publiée pour le centenaire de sa naissance ; biographie retraçant son action de 1939 à sa mort ; postérité de son action et de sa mémoire.
- 2001 : Pierre Brossolette ou Le Destin d'un héros, Paris, éditions du Tricorne, écrit avec Alain Finkielkraut et Guillaume Piketty[141].
- 2009 : Alias Caracalla : mémoires, 1940-1943, Paris,  éd. Gallimard . (ISBN 978-2-07-074311-7)Prix littéraire de la Résistance 2009[142] ;
Prix Renaudot de l'essai 2009[143] ;
Prix Nice-Baie-des-Anges 2009.
- 2013 : De l’Histoire à l’histoire, avec la collaboration de Paulin Ismard, Paris,  éd. Gallimard  (ISBN 978-2-07-014184-5).
- 2014 : Les Feux de Saint-Elme, récit, 194 p., Paris,  éd. Gallimard (ISBN 978-2-07-078634-3).
- 2021 : La victoire en pleurant : Alias Caracalla 1943-1946 (tome II de ses mémoires), Paris,  éd. Gallimard  (ISBN 978-2-07-268877-5).
- 2024 : Amateur d'art : Alias Caracalla 1946-1977 (tome III de ses mémoires), Paris,  éd. Gallimard  (ISBN 978-2-07-301516-7).
- 2025: Rétro-chaos - Mémoires, Paris, Gallimard, 367 p. (ISBN 978-2-07-301521-1).

## Distinctions
- Grand-croix de la Légion d'honneur (2017[144] ; chevalier en 1945, officier en 1996[145], commandeur en 2008[146], grand officier en 2012[147])
- Compagnon de la Libération (1944) ; chancelier d'honneur de l'ordre de la Libération de 2017 à sa mort
- Croix de guerre 1939-1945
- Ordre de l'Empire britannique à titre civil (2020)

## Documents

### Archives
- Les archives personnelles de Daniel Cordier sont conservées aux Archives nationales sous la cote 674AP[148]
- Fonds : Galerie Daniel Cordier [archives écrites et photographiques].  Cote : GALCOR. Paris : Bibliothèque Kandinsky, Centre Pompidou.

#### Sur Daniel Cordier galeriste
- 2005 : Viviane Tarenne (dir.), aniel Cordier : le regard d'un amateur (donations Daniel Cordier dans les collections du musée national d'Art moderne), Paris, Centre Pompidou, 2005, 397 p. (ISBN 2-84426-263-5) ; nouvelle édition du catalogue publié à l'occasion de l'exposition « Donations Daniel Cordier. Le regard d'un amateur » qui se tint au Centre Pompidou du 14 novembre 1989 au 21 janvier 1990.

#### Sur la Résistance
- Roger Vailland, Drôle de jeu, prix Interallié, Paris,  éd. Corrêa, 1945. Dans un avertissement au lecteur, Roger Vailland explique que : « Drôle de jeu n'est pas un roman sur la Résistance », mais « une fiction, une création de l'imagination ».
- Laurent Douzou, La Résistance, une histoire périlleuse, Paris,  éd. Seuil, coll. « Points », prix littéraire de la Résistance 2005
- Jacques Baynac, Présumé Jean Moulin (1940-1943) : esquisse de la Résistance, Paris,  éd. Grasset, 2007
- Maurice de Cheveigné, Radio Libre, 1940-1945, avec une préface de Daniel Cordier et une postface de Sébastien Albertelli, éditions du Félin, Paris, 2014, 224 p. Prix littéraire de la Résistance 2014. Prix Grand témoin de la France mutualiste 2014.

#### Sur la polémique Cordier-Frenay
- Charles Benfredj, L'Affaire Jean Moulin : la contre-enquête, Paris,  éd. Albin Michel, 1990, 256 p.
- Archives INA 11-10-1977 : Accrochage à la fin du débat entre Henri Frenay, fondateur du mouvement « Combat », historien, et Daniel Cordier, secrétaire de Jean Moulin, à propos des idées politiques de Jean Moulin et de ses relations avec Pierre Cot. « Débat entre Henri Frenay et Daniel Cordier sur Jean Moulin ».

#### Articles
- Pierre Assouline, « Portrait : Daniel Cordier et l'énigme Jean Moulin », L'Histoire, no 127, novembre 1989, p. 64-67
- Jean-Louis Jeannelle, « Vies mémorables » et expression de l’intime : l'« irrégularité » dans les Mémoires de Daniel Cordier », Revue d’histoire littéraire de la France, no 4, octobre 2011, p. 953-972
- Jean-Louis Jeannelle, « Patience du mémorialiste : Daniel Cordier et le « temps des Mémoires », Critique, no 754, mars 2010, p. 230-242
- Thomas Wieder, « Daniel Cordier au plus vrai », Le Monde des Livres, cahier du Monde no 20030, 19 juin 2009, p. 1 et 6
- Thomas Wieder, « Daniel Cordier : de Jean Moulin à la jeunesse d’aujourd’hui, la leçon de vie d’un homme libre », Le Monde, 9 mai 2018
- « For sale: treasures of wartime French spy who used art as his cover story », The Guardian, 8 septembre 2018
- « Copie du décret attribuant à Daniel Cordier, Ordre de la Libération », 20 novembre 1944

### Filmographie

#### Sur la Résistance
- Marcel Ophüls, Hôtel Terminus, documentaire historique sur Klaus Barbie, le chef de la Gestapo de Lyon, et sa vie après la guerre ; 4 h 27, 1988 Daniel Cordier y témoigne en tant qu'ancien secrétaire de Jean Moulin.
- 1989 : « Daniel Cordier rappelle son engagement auprès de Jean Moulin », Archive INA.
- Bernard George et Régis Debray, Daniel Cordier, la Résistance comme un roman[149], France 5, 2010
- Série Un village français : Daniel Cordier parle de Jean Moulin et de la Résistance dans les bonus de l'édition en DVD
- Alain Tasma, Alias Caracalla[150], film TV d'après le livre du même nom, 2013 Le personnage de Daniel Cordier est joué par Jules Sadoughi.

#### Sur sa carrière de galeriste
- Alain Fleischer, Daniel Cordier - Le regard d'un amateur, 35 mm, 52 min, coproduction Centre Georges-Pompidou / Centre national des arts plastiques / La Sept, 1990
- Musée des beaux-arts de Lyon, conférence filmée le 4 juin 2009 : « Daniel Cordier, amateur d'art, collectionneur, galeriste et donateur »[151]
- Snežana Nikčević et Sanja Blečić, Dado : ukrštanja / métissages[152], RTCG, 2011 Documentaire sur le peintre Dado dans lequel intervient Daniel Cordier.
- Daniel Cordier, fou d'art ! Film documentaire réalisé par Fabrice Maze, co-produit par Seven Doc, Aube Elléouët et Oona Elléouët. Sorti en 2021.

### Radio et podcast
- « Les vies de Daniel Cordier »,  À voix nue, France Culture, 27-31 mai 2013